# Zinnia angustifolia

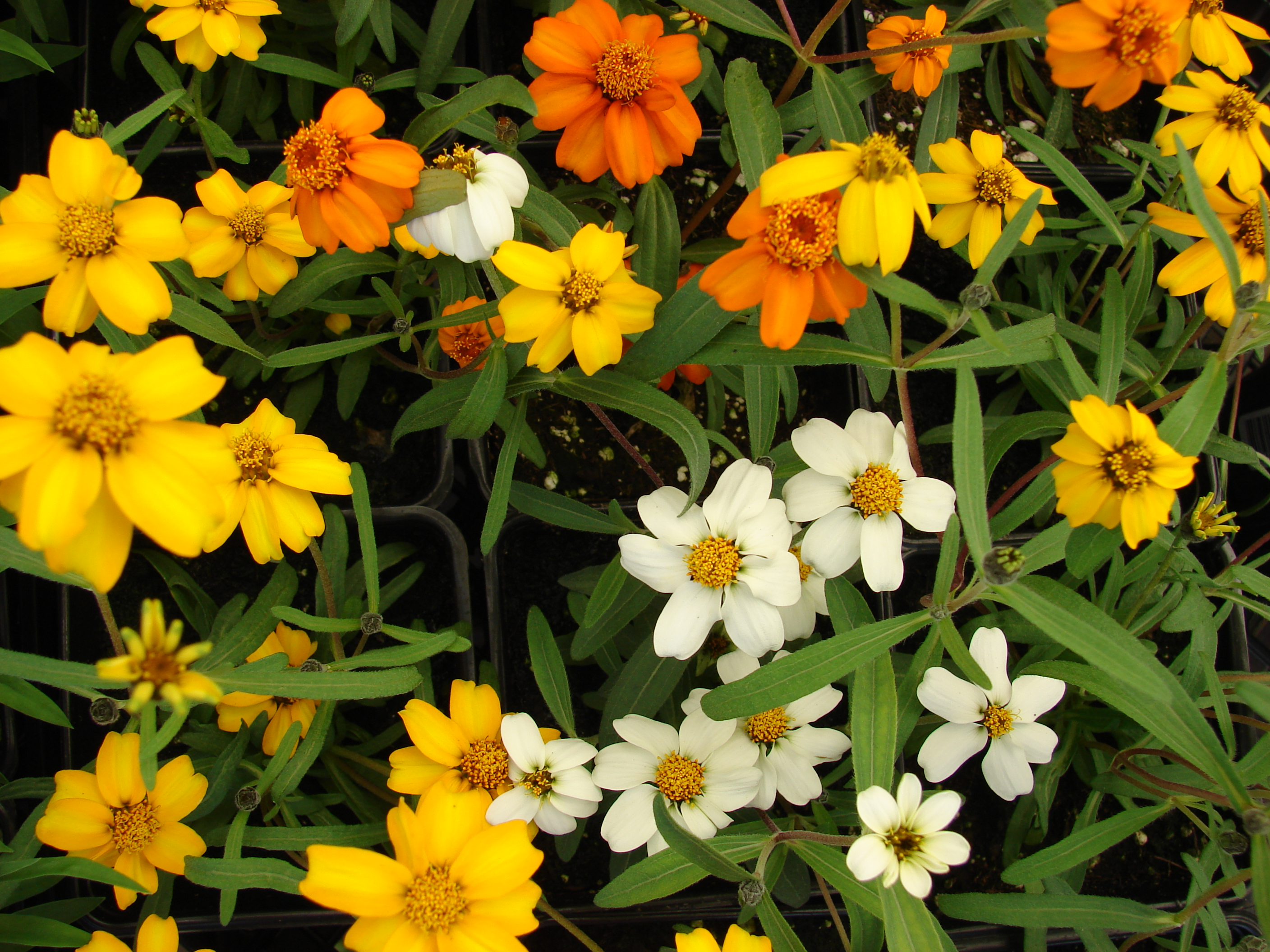
Zinnia sp. (flores) na loja Walmart de Kahului, no Maui

A Zinnia angustifolia é uma espécie de zinnia nativa do sudeste dos Estados Unidos e do norte do México.Ela é uma flor doméstica.

## Cultivo
Esta espécie têm muitas flores em três classes:
- As classes prodigais: laranja,cereja, damasco, corais rosas, vermelhas ou brancas flores.
- As classes estreladas: flores alaranjadas, brancas ou douradas
- As classes cristalizadas: flores brancas

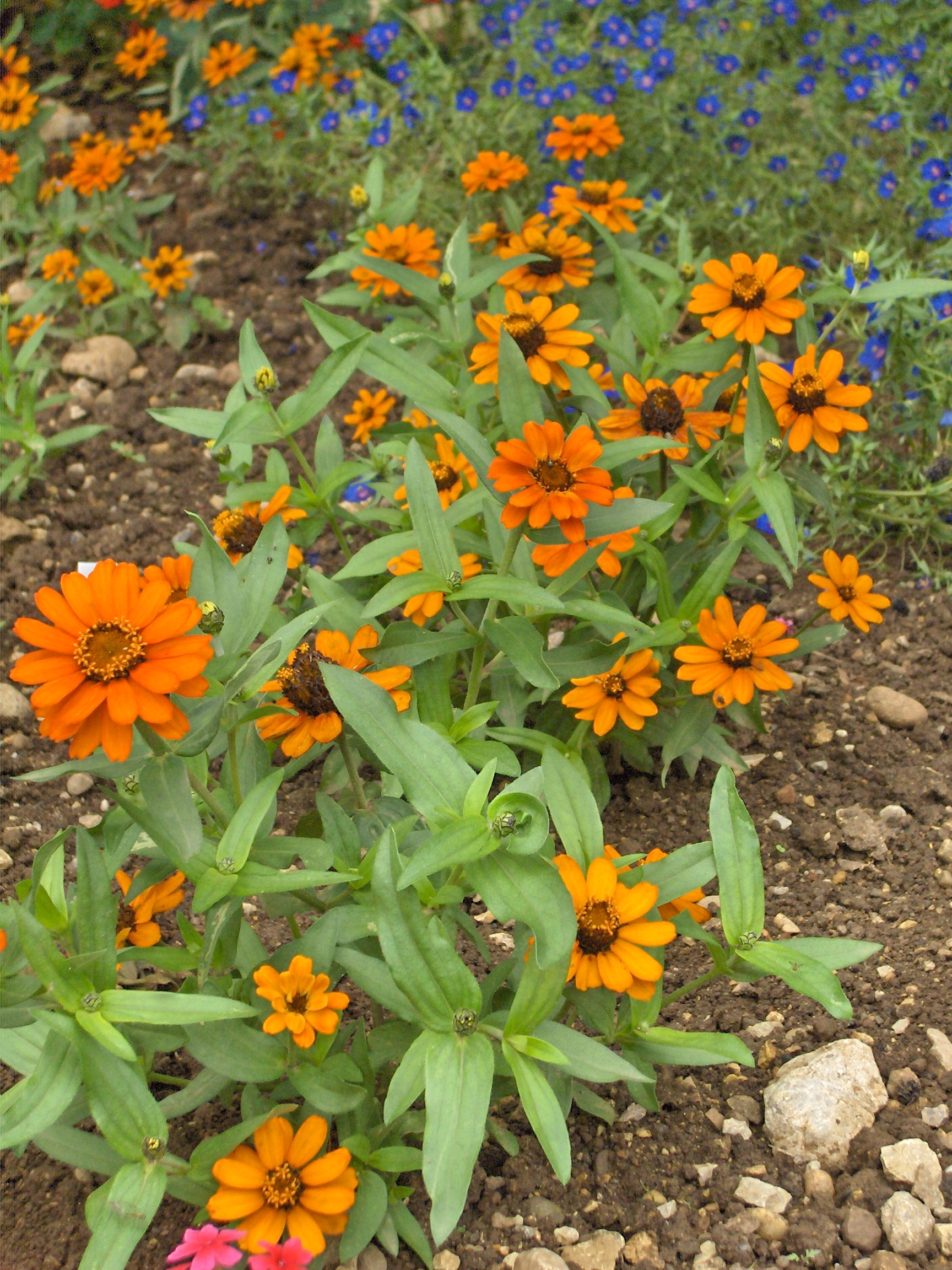
Zinnia angustifolia Profusion Orange, um cultivar da série Profusion.

## Referência
Projeto Araribá, 6º série, Editora Ática, São Paulo, Sp
Outra Referencia : https://web.archive.org/web/20170202145410/http://www.learn2grow.com/plants/zinnia-angustifolia/
. Narrowleaf zinnia é fácil de crescer, resistente e coloca adiante margaridas alaranjadas, amarelas ou brancas durante todo o verão. Ela se origina das pastagens abertas e terreno rochoso do sudoeste dos Estados Unidos e México, por isso é adaptado a ambientes difíceis de crescimento.
Esta planta espessa tem folhas lineares, verdes e ramificação densa. É uma estação quente anual que germina quando as temperaturas se aquecem. Florada começa no final da primavera até o início do verão e continuará a geada se as flores são regularmente podadas.  Em regiões tropicais e subtropicais pode ser plantada durante todo o ano. Suas flores bonitas são muito desejáveis às borboletas e florescerão bem toda a estação sem deadheading, ao contrário de outros zinnias. Cultivares populares incluem o compacto, florescimento pesado, branco-flowered "branco de cristal" e Orange-flowered "estrela alaranjada."
Narrowleaf zinnia cresce melhor em média, solo bem drenado e pleno sol e vai florescer em 6 semanas após a semeadura. Ele prospera quando as temperaturas de verão são quentes, especialmente se fornecida água regular. À medida que o verão diminui, a maioria dos zinias desenvolve a doença fúngica foliar, o oídio, mas os zinias estreitos são resistentes. Este ímã da borboleta adicionará a cor a toda a beira e é excelente para a cultura do recipiente. 
FONTE https://web.archive.org/web/20170202145410/http://www.learn2grow.com/plants/zinnia-angustifolia/